# Flavescència daurada
La flavescència daurada és una greu malaltia de la vinya causada per un fitoplasma (microorganisme sense paret cel·lular) i transmès per la cicadel·la (Scaphoideus titanus Ball.) que desorganitza el funcionament dels ceps, provoca una forta disminució del rendiment i afebliment de la planta fins a la seva mort en un període relativament curt.

## Història
La flavescència daurada va aparèixer per primera vegada a Catalunya l'any 1996 a la comarca de l'Alt Empordà. Des de llavors s'ha anat controlant la malaltia, però actualment encara es detecten alguns ceps, i les comarques de l'Empordà són zones de risc.
A finals de gener de 2007 s'ha publicat l'Ordre AAR/18/2007, de 30 de gener, per la qual s'adopten mesures obligatòries contra la flavescència daurada de la vinya a Catalunya. Aquesta normativa estableix que a les comarques on s'hagi constatat la presència de la flavescència daurada de la vinya serà obligatori que els viticultors facin tres tractaments insecticides contra l'insecte vector Scaphoideus titanus a les parcel·les de vinya. Les estacions d'avisos fitosanitaris del Servei de Sanitat Vegetal del Departament d'Agricultura, Alimentació i Acció Rural informaran a cada zona dels moments i els productes a utilitzar. Les explotacions ecològiques que es trobin en aquestes zones hauran de notificar al Consell Català de la Producció Agrària Ecològica les dates en què s'iniciïn els tractaments obligatoris, així com la data de l'últim tractament. Aquests operadors podran sol·licitar la reducció del període de conversió de les parcel·les afectades un cop finalitzat l'últim tractament i, si la resta de maneig de la parcel·la s'ha realitzat d'acord amb la normativa, la parcel·la podria obtenir la qualificació d'agricultura ecològica la campanya següent.

## Mètodes de lluita
La lluita contra la Flavescència daurada, com que no es pot erradicar de forma directa el fitoplasma, s'ha de basar en les mesures següents: 
- Utilització de material vegetal sa.
- Lluita contra la cicadel·la vectora (Scaphoideus titanus).
- Destrucció de les vinyes contaminades o abandonades.

Els mètodes de lluita contra la cicadel·la en agricultura ecològica són molt limitats; a França, com a tractaments preventius s'apliquen tractaments amb olis blancs i el despampolat primerenc del tronc per reduir les poblacions de larves. Com a mètode de lluita directa únicament es poden realitzar diverses aplicacions amb rotenona, o rotenona i piretrines naturals a partir del mes de juny al vespre sobre les larves joves amb algun resultat satisfactori per a la reducció de les poblacions larvàries, però no contra l'arribada d'adults alats.
Aquests productes tenen l'inconvenient de ser poc persistents, poc selectius i molt sensibles a la llum. El tractament amb un insecticida no permès per la normativa ecològica implica la desqualificació de la collita i de la parcel·la, tot i que la parcel·la es trobi dins de les àrees definides de lluita obligatòria.